# 寛永寺坂駅

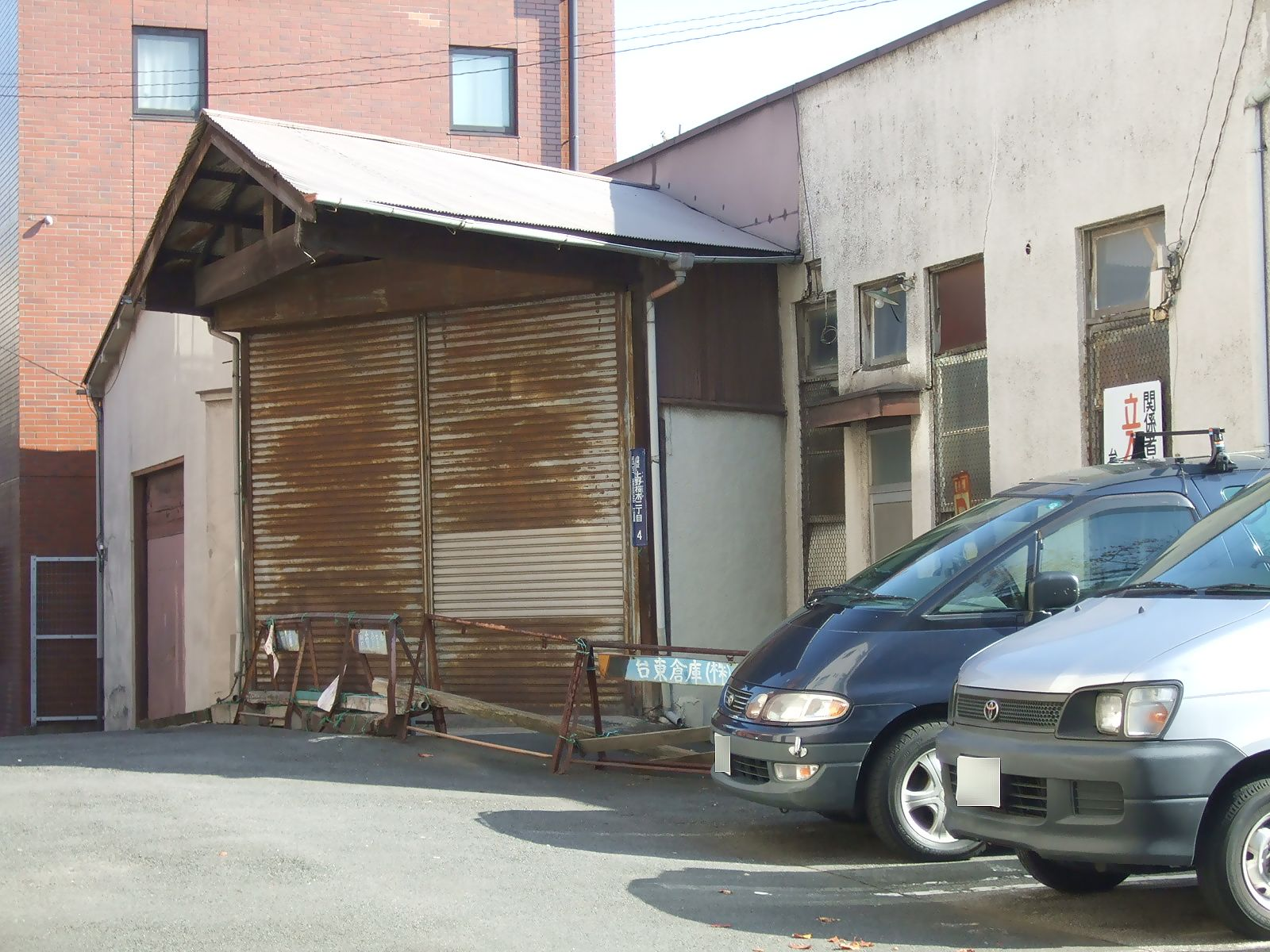
裏手の、地下への階段の明かり窓跡（シャッター部分）。地下への連絡通路があった部分の地面が盛り上がっている。
（2009年11月23日）

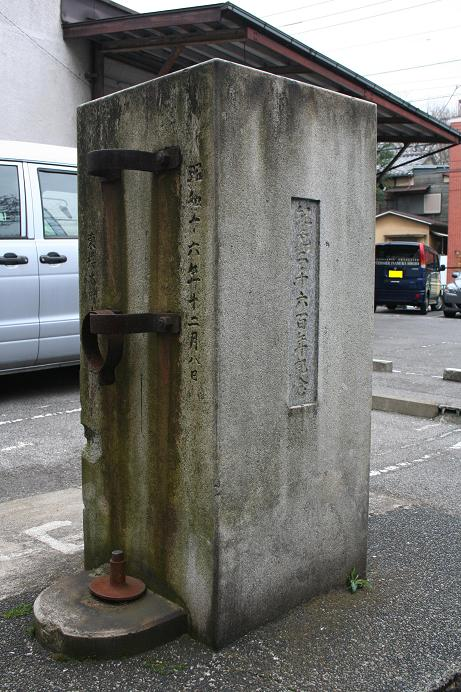
国旗掲揚台跡
「皇紀二千六百年記念」と「昭和16年12月8日」の日付が刻まれている。

寛永寺坂駅（かんえいじさかえき）は、かつて東京都台東区の京成電鉄本線上に存在していた駅である。博物館動物園駅とともに、日暮里駅 - 京成上野駅間の地下線に設けられていた地下駅だった。

## 駅概要
1933年（昭和8年）に京成が日暮里 - 上野公園（現・京成上野）間の地下線を完成させた際、その入口付近に設けられた。名前の通り寛永寺の近くに存在し、ホームは相対式2面2線だった。
太平洋戦争末期の1945年、運輸省疎開のため日暮里 - 上野公園間のトンネルが接収を受けたことに伴い営業休止。下り線のみ三線軌条に変更した上で、谷中墓地近くの斜面に設けられた連絡線から国鉄の優等客車を搬入し、駅舎を含めて事務所・指令室として使用していたが、換気が非常に悪いことから、あまり利用されていなかったという。また上り線のホームはネジを製造する軍需工場となっていた。
終戦直後は客車の搬出を行うため日暮里 - 上野公園間を上り線のみの単線で運転していた。そのため、同区間の営業再開が同年10月1日であるのに対し、当駅の営業再開は1946年11月1日となっている（博物館動物園駅の営業再開はさらに後の1953年5月1日）。
営業再開したものの、終戦間もなくの鉄道車両の性能・整備状況及び保線状況では、急勾配上にある当駅からの発着が困難であり、運行上の危険が生じたことによる保安上の観点に加え、利用客も見込めないため翌年の1947年に休止、1953年に廃止になった。

## 沿革
- 1933年（昭和8年）12月10日 - 開設。
- 1945年（昭和20年）6月10日 - 営業休止。
- 1946年（昭和21年）11月1日 - 営業再開。
- 1947年（昭和22年）8月21日 - 休止。
- 1953年（昭和28年）2月23日 - 廃止。
- 2015年（平成27年）末 - 倉庫会社が退去。
- 2016年（平成28年）8月 - 駅舎が解体される。

## 現状
現在、駅のあった場所は上野桜木二丁目交差点となっている。跡地は京成電鉄が2016年時点でもそのまま保有し、駅舎もある程度当時の状態を残して長らく残っていた。駅舎と駅前広場は駅廃止直後の1953年4月より「台東倉庫」という倉庫会社に貸し出されていたが、この会社が2015年末で退去したため、京成電鉄の管理下に戻った。駅舎が残っていたのは、賃貸条件で駅舎建物の取り壊しを禁じたためとされている。また、広場の手前には国旗の掲揚台跡も残っている。
2016年2月には毎日新聞社が京成の許可を得て敷地内の駅舎内取材を敢行。webサイトで記事とともに静止画像をスライドショー形式で期間限定公開した（2020年現在閲覧するには有料の会員登録が必要）。この画像では地下部分（地下線出入口の至近に位置する）もホームは取り壊されたものの空間とタイル壁は残っていること（通行する列車内からも確認できる）や、下り線側のホーム跡には階段も確認された。
地下の下り側ホーム跡は京成電鉄の資材置場として活用しており、トラックや重機が駐車していることがある。
2016年8月末より駅舎が解体され、跡地にはセブン-イレブン上野桜木2丁目店がオープンしたが、店舗の裏手には先述の国旗の掲揚台跡が移設され残されている。
前述の通り、当駅跡地のすぐ近くには京成本線のトンネル出入口があり、京成の創立者・本多貞次郎の揮毫による「東臺門」の扁額が掲げられている。

## 隣の駅
廃止当時のもの。
京成電鉄
本線
博物館動物園駅 - 寛永寺坂駅 - 日暮里駅